# Holocentropus grellus
Holocentropus grellus är en nattsländeart som beskrevs av Milne 1936. Holocentropus grellus ingår i släktet Holocentropus och familjen fångstnätnattsländor. Inga underarter finns listade i Catalogue of Life.